# پیچنده‌ماهیان
پیچنده‌ماهیان (نام علمی: Xenisthmidae) نام یک تیره از زیرراسته گاوماهی‌واران است.